# Penllyn Castle
Penllyn Castle är ett slott i Storbritannien.   Det ligger i kommunen Vale of Glamorgan och riksdelen Wales, i den södra delen av landet, 230 km väster om huvudstaden London. Penllyn Castle ligger 117 meter över havet.
Terrängen runt Penllyn Castle är huvudsakligen platt, men norrut är den kuperad. Penllyn Castle ligger uppe på en höjd. Runt Penllyn Castle är det tätbefolkat, med 411 invånare per kvadratkilometer. Närmaste större samhälle är Barry, 15,4 km sydost om Penllyn Castle. Trakten runt Penllyn Castle består i huvudsak av gräsmarker.